# Maria Amparo Muñoz
Maria Amparo Desamparados Muñoz, hrabina Vista Alegre, hiszp. Doña Maria Amparo de los Desamparados Muñoz y Borbón, condesa de Vista Alegre (ur. 17 listopada 1834 w Madrycie, zm. 19 sierpnia 1864 w Paryżu) – córka królowej regentki Marii Krystyny i jej drugiego męża Augustyna, księcia Riansares.

## Życiorys
Matka Marii Amparo, Maria Krystyna była żoną króla Hiszpanii Ferdynanda VII, z którym miał dwie córki. Najstarsza, Izabela została królową Hiszpanii w wieku 3 lat po śmierci swojego ojca 29 września 1833. Owdowiała Maria Krystyna (już jako regentka małoletniej córki) 28 grudnia 1833 poślubiła byłego sierżanta straży królewskiej, Augustyna Ferdynanda Muñoza. Maria Amparo urodziła się 17 listopada tego samego roku jako ich pierwsze dziecko. Maria otrzymała tytuł hrabiny Vista Alegre.
1 marca 1855 Maria Amparo poślubiła księcia Władysława Czartoryskiego, zamieszkali w Hôtelu Lambert, siedzibie książąt Czartoryskich na emigracji. Maria Amparo i Władysław mieli jednego syna, Augusta Franciszka urodzonego 2 sierpnia 1858 r., który w 2004 r. został beatyfikowany.
Maria Amparo zmarła na gruźlicę 19 sierpnia 1864 w Paryżu w wieku 29 lat.